# Deutsche Fußballmeisterschaft der B-Junioren 1983/84
Die deutsche B-Jugendmeisterschaft 1984 war die 8. Auflage dieses Wettbewerbes. Meister wurde Borussia Dortmund, das im Finale TSV 1860 München mit 1:0 besiegte.

## Teilnehmende Mannschaften
An der B-Jugendmeisterschaft nahmen die 16 Landesverbandsmeister teil.
| Regionalverband Nord                                                                                       | Regionalverband West                                                                              | Regionalverband Südwest                                                              | Regionalverband Süd | Berlin                 |
| --- | ------------------------------------------------------------------------------------------------- | ------------------------------------------------------------------------------------ | --- | ---------------------- |
| - Schleswig-Holstein: VfB Lübeck - Hamburg: Bramfelder SV - Bremen: OT Bremen - Niedersachsen: Hannover 96 | - Westfalen: Borussia Dortmund - Mittelrhein: TSV Bayer 04 Leverkusen - Niederrhein: MSV Duisburg | - Rheinland: SpVgg EGC Wirges - Südwest: 1. FC Kaiserslautern - Saarland: FC Ensdorf | - Hessen: Eintracht Frankfurt - Baden: SV Waldhof Mannheim - Südbaden: SC Freiburg - Württemberg: VfB Stuttgart - Bayern: TSV 1860 München | - Berlin: BFC Preussen |

## Achtelfinale
Hinspiele: Sa/So 16.06./17.06. Rückspiele: Sa/So 23./24.06.
|                     | Gesamt          |                         | Hinspiel | Rückspiel |
| ------------------- | --------------- | ----------------------- | -------- | --------- |
| Gruppe Nord-West:   |                 |                         |          |           |
| OT Bremen           | 04:13           | Bramfelder SV           | 3:7      | 1:6       |
| BFC Preussen        | 3:3 (5:3 i. E.) | Hannover 96             | 2:2      | 1:1       |
| MSV Duisburg        | 1:1 (2:4 i. E.) | TSV Bayer 04 Leverkusen | 1:1      | 0:0       |
| VfB Lübeck          | 3:7             | Borussia Dortmund       | 1:3      | 2:4       |
| Gruppe Süd-Südwest: |                 |                         |          |           |
| VfB Stuttgart       | 3:2             | 1. FC Kaiserslautern    | 1:1      | 2:1       |
| TSV 1860 München    | 4:4 (4:2 i. E.) | Eintracht Frankfurt     | 1:2      | 3:2       |
| SpVgg EGC Wirges    | 4:5             | SC Freiburg             | 1:2      | 3:3       |
| FC Ensdorf          | 0:9             | SV Waldhof Mannheim     | 0:4      | 0:5       |

## Viertelfinale
Hinspiele: Sa/So 30.06./01.07. Rückspiele: Sa/So 07./08..07.
|                         | Gesamt |                     | Hinspiel | Rückspiel |
| ----------------------- | ------ | ------------------- | -------- | --------- |
| Gruppe Nord-West:       |        |                     |          |           |
| Bramfelder SV           | 5:4    | BFC Preussen        | 2:3      | 3:1       |
| TSV Bayer 04 Leverkusen | 1:9    | Borussia Dortmund   | 1:5      | 0:4       |
| Gruppe Süd-Südwest:     |        |                     |          |           |
| VfB Stuttgart           | 0:8    | TSV 1860 München    | 0:1      | 0:7       |
| SC Freiburg             | 00:12  | SV Waldhof Mannheim | 0:3      | 0:9       |

## Halbfinale
Hinspiele: Sa/So 14./15..07. Rückspiele: So 22.07.
|                     | Gesamt |                     | Hinspiel | Rückspiel |
| ------------------- | ------ | ------------------- | -------- | --------- |
| Gruppe Nord-West:   |        |                     |          |           |
| Bramfelder SV       | 1:2    | Borussia Dortmund   | 1:0      | 0:2       |
| Gruppe Süd-Südwest: |        |                     |          |           |
| TSV 1860 München    | 5:4    | SV Waldhof Mannheim | 3:2      | 2:2       |

## Finale
| Borussia Dortmund                                                  | Borussia Dortmund | TSV 1860 München | TSV 1860 München |
| ------------------------------------------------------------------ | --- | --- | ---------------- |
| Borussia Dortmund                                                  | \| Sonntag, 29. Juli 1984 um 10:30 Uhr in Dortmund (Westfalenstadion) \| \| Ergebnis: 1:0 (1:0) \| \| Zuschauer: 10.000 \| \| Schiedsrichter: Werner Föckler (Weisenheim am Sand) \|                                          | \| Sonntag, 29. Juli 1984 um 10:30 Uhr in Dortmund (Westfalenstadion) \| \| Ergebnis: 1:0 (1:0) \| \| Zuschauer: 10.000 \| \| Schiedsrichter: Werner Föckler (Weisenheim am Sand) \|                                                      | TSV 1860 München |
| Borussia Dortmund                                                  | Thomas Dildey – Adrian Spyrka – Torsten Gläß, Dirk Schacht, Frank Germann – Thorsten Fink (48. Frank Hill), Uwe Mielke, Holger Imming , Mario Wisse – Andreas Bolst (67. Stüwe), Maurice Banach Cheftrainer: Rainer Trawinski | Sacki Moralis – Jürgen Luginger – Wolfgang Weilermann (62. Schulmeister), Daniel Dujmovic, Heider – Warmuth, Rolf Breu, Rainer Aigner, Timo Bartnick – Christian Hedinger (45. Rixfahren), Janni Pegiokrios Cheftrainer: Octavian Popescu | TSV 1860 München |
| Borussia Dortmund                                                  | 1:0 Adrian Spyrka (27.) | | TSV 1860 München |
| Sonntag, 29. Juli 1984 um 10:30 Uhr in Dortmund (Westfalenstadion) | | |                  |
| Ergebnis: 1:0 (1:0)                                                | | |                  |
| Zuschauer: 10.000                                                  | | |                  |
| Schiedsrichter: Werner Föckler (Weisenheim am Sand)                | | |                  |